# Малина 'Скромница'
Мали́на 'Скромница' — сорт малины среднего срока созревания, универсального назначения. Включён в Государственный реестр селекционных достижений в 1990 году по Северо-Западному, Волго-Вятскому, Центральному, Центрально-Чернозёмному, Северо-Кавказскому, Западно-Сибирскому и Средне-Волжскому регионам (Брянская, Воронежская, Кемеровская, Ленинградской, Тульская области; Краснодарский край и республика Адыгея, республика Мордовия).

## Биологическое описание
Куст среднерослый, высотой до 2 м, слабораскидистый, со средней побегообразовательной способностью. Побеги прямые, бесшипые.
Ягоды небольшие (2,5 — 2,9 г), светло-малинового цвета, округло-конической формы, очень плотные, средних вкусовых качеств, без аромата. Сахарокислотный индекс 6,7. Ягоды содержат: сухих веществ — 8,6 %, сахаров — 6,7 %, кислот — 1,0 %, антоцианов —106 мт %, аскорбиновой кислоты — 25 мг %, витамина Р — 54 мг %. Дегустационная оценка 4,2 балла (4,7 — 4,8).
Урожайность 2,2 кг с куста (70 — 90 ц/га). Созревание дружное. 

## В культуре
Сорт зимостойкий и засухоустойчивый. Кора у основания побега достаточно устойчива к выпреванию. Степень повреждения пурпуровой пятнистостью не превышает 1,5 балла. Не поражается антракнозом, но чувствителен к серой гнили и часто повреждается паутинным клещом.